# キング・レコード (米国)
キング・レコード (King Records) は、米国の独立系レコードレーベル。リズム・アンド・ブルース、ブルース、ロックンロール、ゴスペルなどのレコーディングを数多くリリースし、米国のポピュラー・ミュージックに大きな足跡を残した。
代表的な所属アーティストにはジェームス・ブラウン、フレディ・キング、ハンク・バラード・アンド・ザ・ミッドナイターズ、アルバート・キング、ジョン・リー・フッカー、リトル・ウィリー・ジョンなどがいた。

## 歴史

### レーベルの設立
シド・ネイサン (1903年4月27日 - 1968年3月5日)が1943年にオハイオ州シンシナティに設立。当初はカントリー＆ウェスタンをリリースするレーベルだったが、彼は大手レコード会社が黒人音楽を十分取り上げていないことに気づき、1945年8月、この分野に特化したレーベル、クイーンを傘下に立ち上げ、リズム・アンド・ブルース市場に参入した。

### 事業拡大と繁栄
1950年には、傘下にフェデラル・レコードを設立。翌1951年2月には1944年に設立されたデラックス・レコードを買収し傘下に収めた。事業の拡大はなおも続き1953年には、マイアミのゴスペル・レーベル、グローリー・レコードを、そして1960年にはニューヨークのジャズ・レーベル、ベスレヘム・レコードを買収している。

### 社主の死去とその後の動向
ネイサンは1968年に死去。同年10月、キング・レコードはナッシュヴィルのカントリー・レーベル、スターデイ・レコードに売却され、その直後にキング-スターデイ・レコードはナッシュヴィルの放送局、リン・ブロードキャスティングによって買収された。リンは、キングに手を加えることなく、レーベルの運営を継続した。
1971年7月、リンはレーベル所有の音源のうち、ジェームス・ブラウンについてポリドール・レコードに売却。その後同年リンはキング-スターデイをテネシー・レコーディング・アンド・パブリッシングへ売却した。同社はソングライター・チームとして著名なジェリー・リーバーとマイク・ストーラーがキング・レコード副社長だったハル・ニーリーらと設立した会社だった。
1971年から1974年までキング-スターデイに特段の新たな動きはなく、新譜のリリースもなかった。1975年にテネシー・レコーディング・アンド・パブリッシングはキング-スターデイの音源をガスト・レコードを経営するナッシュヴィルのGML社に売却した。
その後もキング・レコード音源はGML社傘下にあり、同社はガスト・レーベルでキング音源を再発、あるいは他社にライセンスをしたりしている。